# 15761 Schumi
15761 Schumi (1992 SM16) là một tiểu hành tinh vành đai chính được phát hiện ngày 24 tháng 9 năm 1992 bởi L. D. Schmadel và F. Borngen ở Tautenburg.